# Tel Šacharit
Tel Šacharit (hebrejsky: תל שחרית) je pahorek o nadmořské výšce cca – 100 metrů v severním Izraeli, v příkopové propadlině Jordánského údolí.
Leží necelé 2 kilometry jižně od vesnice Menachemija a necelý kilometr západně od řeky Jordán. Má podobu nevelkého odlesněného vrchu, po jehož východním úbočí probíhá dálnice číslo 90. Na severní straně prochází vádí Nachal Menachemija a jeho přítoky Nachal Ankor a Nachal Talija. Po západním úpatí vede lokální silnice 7188.